# Geothermische Heizzentrale Neubrandenburg

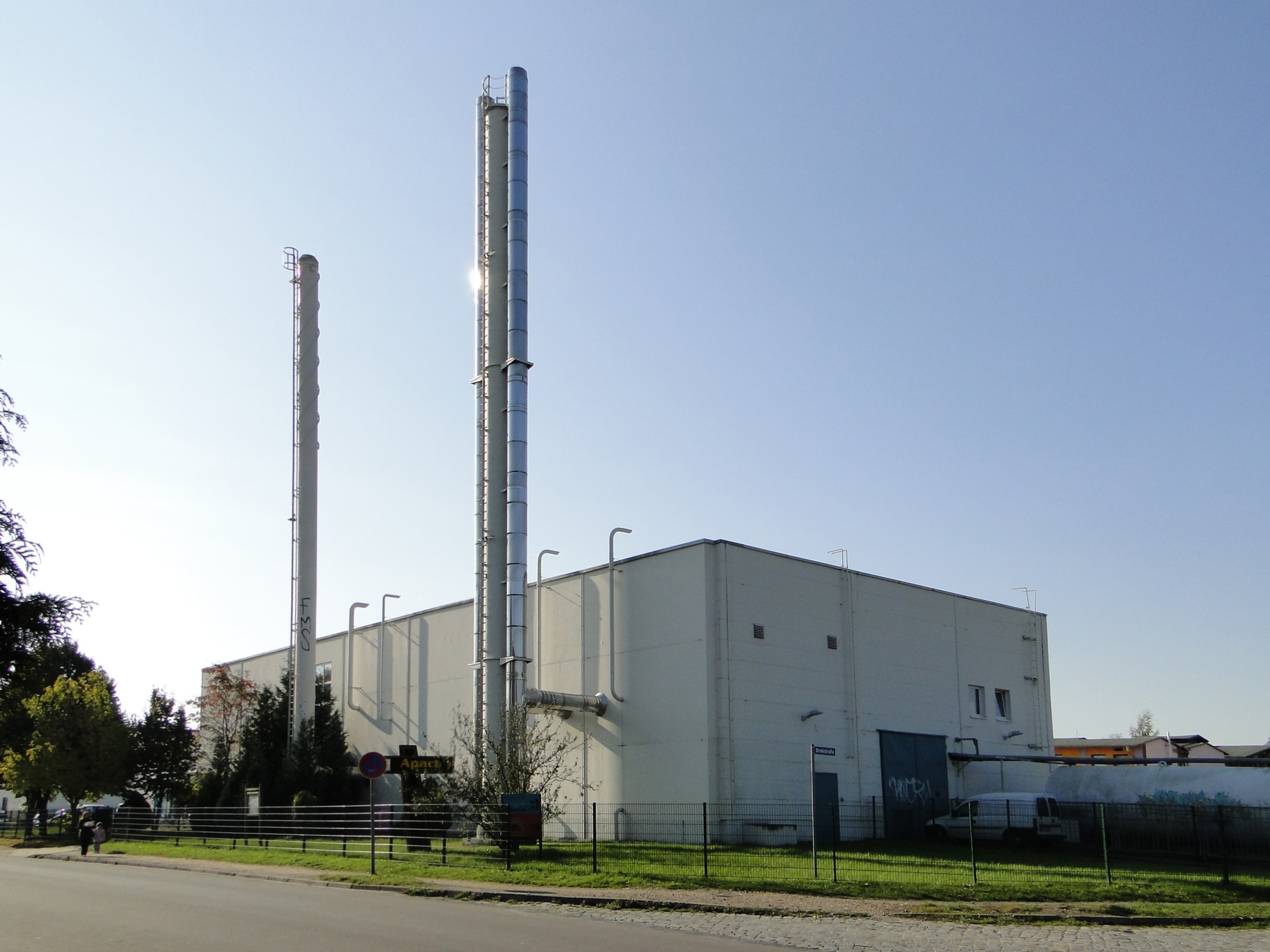
Geothermische Heizzentrale

Die Geothermische Heizzentrale (GHZ) in Neubrandenburg war ein Pilotprojekt der DDR zur Nutzung von Erdwärme, als sich in dem Land eine Erschöpfung der Braunkohle-Vorräte abzeichnete. Nach Bohrungen in den Jahren 1985/86 wurde seit 1989 (eine andere Quelle spricht von 1987) aus der Tiefe gefördertes Thermalwasser zur Fernwärmeversorgung genutzt. Eine zusätzliche Beheizung war jedoch erforderlich. Von 2001 bis 2004 wurde die Anlage zum geothermischen Langzeit-Tiefenspeicher ausgebaut. Seitdem wird überschüssige Wärme eines Gas-und-Dampf-Kombikraftwerks im Sommer in den Tiefen gespeichert und im Winter zur Beheizung von Haushalten verwendet.

## Lage
Die Geothermische Heizzentrale befindet sich in  einer Region, welche als eine der drei Regionen in Deutschland gilt, die die Bedingungen für geothermische Projekte erfüllen.

## Geschichte
In der DDR wurde Wärme und Strom überwiegend durch die Verfeuerung der heimischen Braunkohle erzeugt, doch die Erschöpfung dieser Kohlenflöze war absehbar. Ende der 1980er Jahre schätzte man, dass die Vorräte noch etwa 40 Jahre reichen würden. Nicht verwunderlich ist, dass sich die DDR trotz finanzieller Angeschlagenheit aktiv nach Alternativen umsah. Auf der Suche nach Erdöl stieß man auf Thermalwasser, welches auf Beschluss für die Fernwärmeversorgung genutzt werden sollte. Geothermische Heizwerke entstanden in Waren (Müritz), Neubrandenburg und Prenzlau. Weitere Standorte waren bis zur Wende in Neustadt-Glewe und Neuruppin in Planung.
In Neubrandenburg wurden 1985/86 vier Geothermiebohrungen (Gt N1 bis Gt N4) vorgenommen mit Förder- und Injektionsbohrungen in die Hettang- und Postera-Sandsteinschichten.
Der Betrieb der geothermischen Heizzentrale wurde 1987/89 mit den Injektionsbohrungen Gt N3/86 (oberer Postera-Sandstein) und Gt N4/86 (Hettang-Sandstein) und den etwa 1200 Meter entfernten Förderbohrungen Gt N1/86 (Postera-Sandstein) und Gt N2/85 (Hettang-Sandstein) aufgenommen. Letztere Bohrung wurde wegen technischer Probleme bereits nach kurzer Zeit aufgegeben, so dass bis 2001 mit zwischenzeitlichen Unterbrechungen nur noch die Postera-Sandsteinschicht zur Förderung des Thermalwassers genutzt wurde. Dabei wurden etwa 75 m³ Wasser pro Stunde aus der Tiefe gefördert, zusätzlich konventionell beheizt und nach Durchlauf des Heizsystems erkaltet in die Injektionsbohrung zurück in die Erde geleitet. Weiterhin existieren zwei Bohrungen aus dem Jahr 1988, die nicht zur Förderung genutzt werden, jedoch Beobachtungszwecken dienen.
Von 2001 bis 2004 erfolgte der Umbau der Anlage zu einem geothermischen Tiefenspeicher. Dazu wurde unter anderem die Bohrung Gt N4 um 100 Meter auf die Tiefe der bisherigen und oberirdisch nur 5 Meter entfernten Bohrung Gt N3 vertieft. Gt N3 selbst wurde bis zum Aalen-Sandstein verfüllt und dient jetzt balneologischen Zwecken. Die Inbetriebnahme des Wärme-Tiefenspeichers erfolgte im Sommer 2004. Durch Umbaumaßnahmen wurde ein 1997 errichtetes Gas- und Dampfturbinen-Kraftwerk in den geothermalen Wasserkreislauf mit eingebunden. In den Sommermonaten wird seitdem mit der überschüssigen Wärme des Kraftwerks das aus der Tiefe geförderte Wasser aufgeheizt und unterirdisch eingelagert, um dann im Winter für die Fernwärmeversorgung genutzt werden zu können.

## Technische Angaben
Die Förderbohrung ist etwa 1250 Meter, die Injektionsbohrungen 1120 bis 1250 Meter tief. Förder- und Injektionsbohrungen liegen ober- wie unterirdisch etwa 1200 Meter auseinander. Das unterirdisch vorkommende Thermalwasser hat einen Salzgehalt von 130 g/l und eine Temperatur von 54 °C. Dieses wird in den Sommermonaten auf 80 °C aufgeheizt und unter der Erde gespeichert. Durch Umkehrung des Wasserkreislaufes kann es im Winter mit einer Temperatur von 65 bis 78 °C für die Fernwärmeversorgung eingesetzt werden.